# Годунок, Дмитрий Владимирович
Дми́трий Влади́мирович Годуно́к (род. 4 января 1976, Волжский, Волгоградская область) — российский футболист.

## Карьера
Начинал играть в футбол в ДЮСШ г. Волжского, затем в Волгоградском футбольном интернате. Выступал за клубы «Торпедо» Волжский, «Энергия» Камышин, «Лада» Тольятти, «Томь» Томск. Начинал играть на позиции левого полузащитника, во время выступлений за «Ладу» был переведён в защиту. С 2005 года играл за клуб «Москва», по окончании сезона 2008 года клуб не стал продлевать контракт. 19 января 2009 года стало известно, что Годунок подписал контракт с выступающей в Первом дивизионе владикавказской «Аланией». По окончании сезона покинул клуб. В конце марта 2010 года подписал контракт с тольяттинской «Академией».

## Достижения
- Финалист Кубка России: 2006/2007 («Москва»)
- Победитель Второго дивизиона: 1994 (зона «Центр» — «Торпедо» Волжский), 1999 (зона «Поволжье» — «Лада»)
- Серебряный призёр Первого дивизиона: 2004 и выход в РФПЛ («Томь»)
- Бронзовый призёр Первого дивизиона: 2003 («Томь»), 2009 и выход в РФПЛ («Алания»)
- 4-е место чемпионата России (РФПЛ): 2007 («Москва»)